# Carlos Maza (periodista)
Carlos Manuel Maza (n. 9 de abril de 1988) es un periodista y productor de contenido digital estadunidense que inició la serie Strikethrough da Vox. La revista Columbia Journalism Review lo describió como " Brian Stelter se encuentra con NowThis ". 

## Biografía
Maza es hijo de inmigrantes de Cuba. En su infancia, él asistió a Escuela Secundaria Cristóbal Colón (Christopher Columbus High School) en Westchester, Florida. Después, él asistió a Universidad de Wake Forest en 2010 donde obtuvo el grado Bachelor of Arts (B.A.) en ciencia política. Maza es miembro de los Socialistas Democrátas de América.
Carlos Maza fue investigador en Media Matters for America de 2011 a 2016. Ahí fue creador de una serie de videos sobre crítica de los medios de comunicación.   En Media Matters for America, él fue director del programa LGBT, enfocándose en combatir lo que describió como "desinformación LGBT"  y trabajando por la igualdad LGBT.  Luego comenzó a trabajar en Vox Media, donde propuso con éxito un proyecto de serie llamada Strikethrough y comenzó a producir y presentarla. 